# Closterium gracile
Closterium gracile  là một loài Song tinh tảo trong họ Desmidiaceae, thuộc chi Closterium.